# Mazama gouazoubira
Il mazama grigio (Mazama gouazoubira G. Fischer, 1814) è una specie di mazama diffusa in Argentina settentrionale, Bolivia, Brasile orientale e meridionale, Paraguay e Uruguay. In passato il mazama bruno dell'Amazzonia (M. nemorivaga) veniva considerato una sua sottospecie e talvolta anche il mazama bruno dello Yucatán (M. pandora) veniva classificato come tale. Diversamente dalle altre specie di mazama che occupano il suo stesso areale, il mazama grigio ha il mantello grigio-marrone (e non rossastro).

## Tassonomia
Attualmente ne vengono riconosciute tre sottospecie:
- M. g. gouazoubira G. Fischer, 1814 (Paraguay e Argentina settentrionale);
- M. g. rondoni Miranda Ribeiro, 1915 (Foresta Atlantica);
- M. g. superciliaris Gray, 1852 (Brasile orientale).

## Descrizione
Il mazama grigio non mostra un grande dimorfismo sessuale; sia i maschi che le femmine sono alti al garrese 55-65 cm e misurano 110 cm di lunghezza. Il peso si aggira sui 30 kg. La colorazione varia dal marrone-grigiastro al marrone-rossastro, con una sfumatura grigia che distingue la specie da tutte le altre del genere Mazama. La parte inferiore della coda e il ventre sono biancastri. I piccoli sono più scuri, con macchie bianche sui fianchi e sulla regione posteriore. A partire dal primo anno di vita, i maschi sviluppano dei palchi che possono raggiungere anche i 15 cm, a seconda della distribuzione geografica.

## Biologia
Abita generalmente in regioni boscose, aperte o semiaperte. Si nutre di germogli, foglie, funghi e frutti; spesso strappa via anche la corteccia dal tronco degli alberi, ma lo fa solo per delimitare il territorio. Vive solitario o in coppie ed è strettamente territoriale; i confini del territorio vengono marcati con feci, urina e con una secrezione dall'odore pungente che proviene dalle ghiandole preorbitali, interdigitali e frontali. Ogni territorio si estende al minimo per un ettaro; tuttavia, sono ormai rare le zone dove la specie è ancora numerosa.
Ha abitudini notturne e crepuscolari, ma in inverno è attivo anche la mattina. Nelle ore calde della giornata si ritira all'interno del bosco o sui pascoli per riposare. Nei pressi degli insediamenti umani o nelle aree dove viene cacciato più frequentemente è però quasi sempre notturno.
La riproduzione avviene generalmente in autunno, sebbene la stagione degli amori non sia strettamente legata al clima. La gestazione dura circa 220 giorni, trascorsi i quali la femmina partorisce di solito un unico piccolo (i parti gemellari sono molto rari), il quale rimarrà vicino alla madre fino all'età di otto mesi. Il piccolo, che alla nascita pesa 500-1.000 g, rimane nascosto nella foresta per le prime settimane di vita per evitare i predatori. La maturità sessuale viene raggiunta a 1-2 anni di età.